# アルパカ
アルパカ（羊駄、羊駱駝、羊駝、西・英: alpaca、学名: Vicugna pacos）は、南アメリカ大陸原産の家畜の1種である。ラクダ科のビクーニャ属またはラマ属に属する。
極めて良質な体毛を具えており、古来、衣類を始めとする生活用品への体毛の加工利用が品種改良の目的であった。

## 生物的特徴

### 分布
南アメリカ大陸の、特にペルー南部、また、それに接するボリビア、アルゼンチン北部の、海抜およそ3500–5000メートル（m）のアンデス湿潤高原地帯で放牧されている。アンデス地方では、アルパカはインカ帝国時代より、家畜として飼育されていた。現在はアメリカやヨーロッパ、オーストラリア、ニュージーランドでも飼育されている。アルゼンチン南部など南アメリカ南部にはほとんどいない。

### 形態
体長（頭胴長）約2 m、体高（肩高）約0.9–1.0 m。体重は約50–55キログラム（kg）。ビクーニャよりやや大きく、グアナコより少し小さい。ラマの半分ほどの重さである。雌雄の体格差はない。時速40キロメートル前後の速力で走る。一夫多妻制で、交尾で排卵を行う交尾排卵動物である。妊娠期間は約11か月で、妊娠中の雌は交尾を拒絶するため、雄に唾を吐く行動をとる。一産一子。適切な環境であれば一年を通じて出産が可能である。出産は午前7時–午後1時の間に行われ、夜間に出産する事はない。子どもは5–11 kgで産まれ、1時間ほどで立ち上がって授乳を受ける。離乳後は生後5–6か月の間は母親と過ごす。雌は生後12–14か月、雄は2–3歳で性成熟する。
ほかの反芻動物と同じように、上の門歯が無く、歯の代わりに硬質化した皮膚がある。下には牙のような目立つ歯（犬歯。）が生えていて、短い草を挟んで千切って食べている。唇がとても器用に動く。
毛を利用するために品種改良された家畜であり、その毛は今日でも広く利用されている。毛の太さは12 - 28 μm。アルパカの毛は刈り取るまで伸び続けるため、約2年間くらい切らずに放置しておくと地面に届くほどに伸長する。

### 毛色

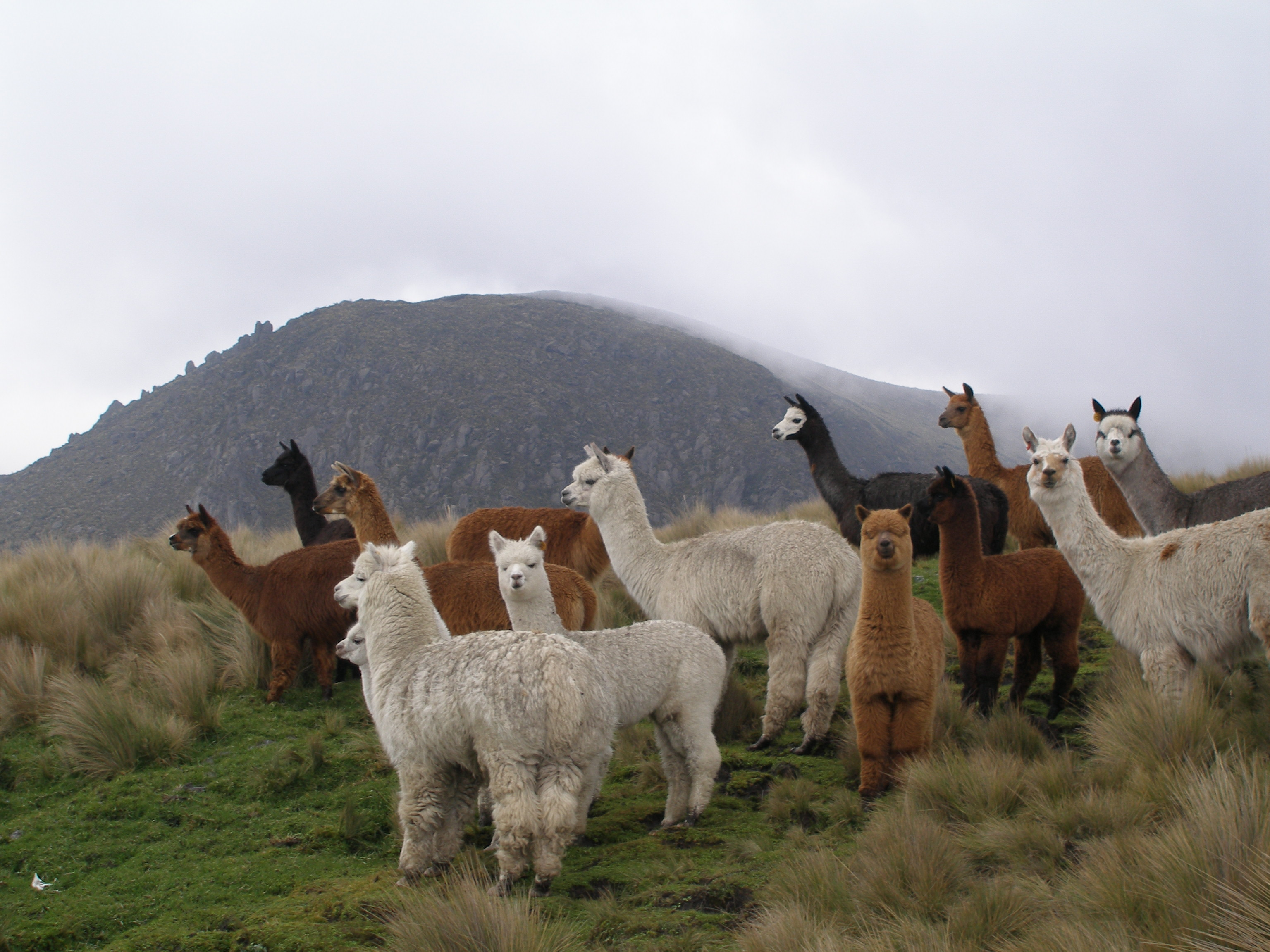
エクアドルで飼育されるアルパカ。4種類の毛色が揃う。

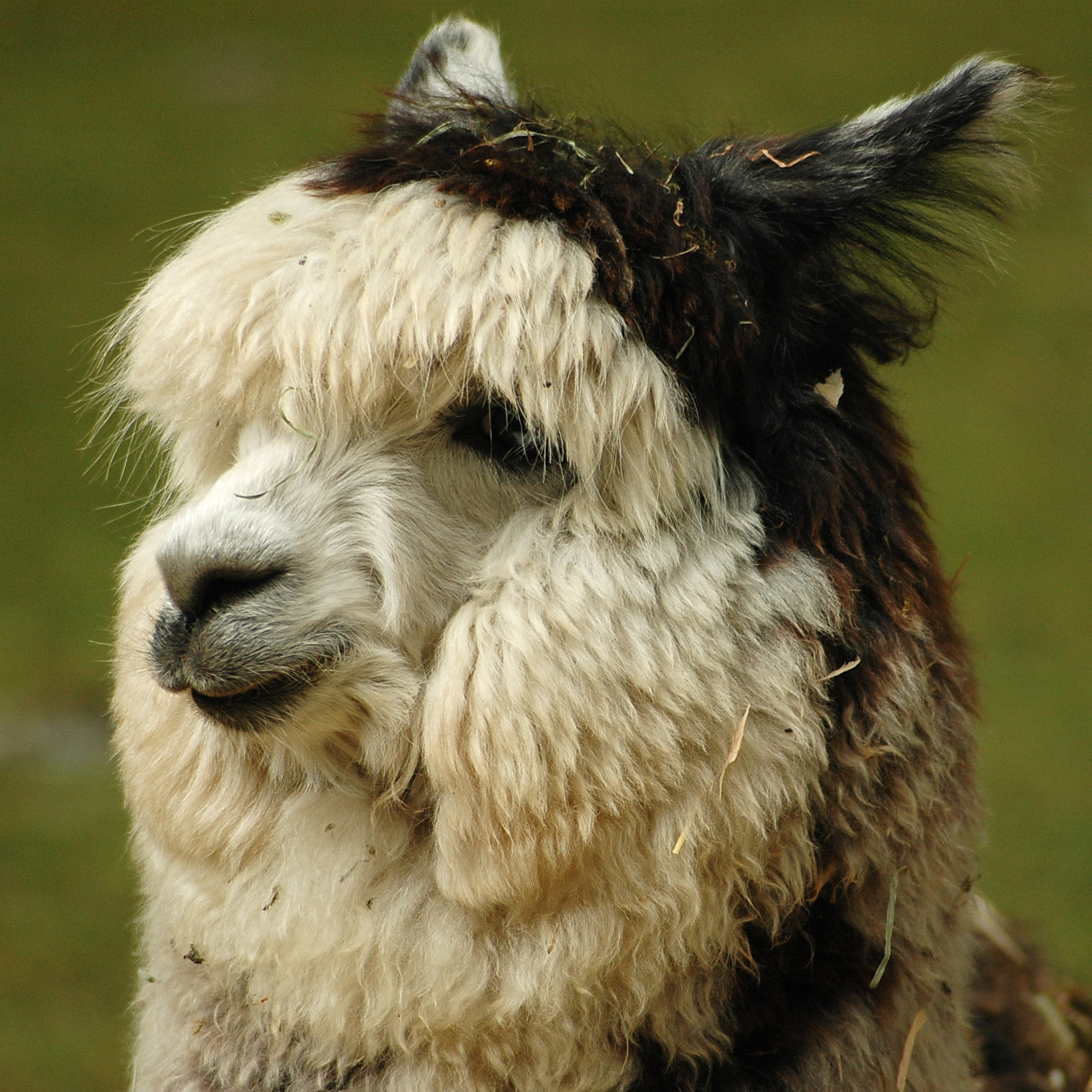
白・黒・茶が混じり合った体色の、アルパカの個体

毛色は茶・黒・白・ネズミ色の4種類（右列の画像を参照）に大分されるが、さらに細かく分けると25種類ほどにもなる。アメリカ合衆国などの国では認められていない毛の色もある。
黒系
黒(Black) 漆黒(Jet black)
茶系
茶色(Brown) 赤褐色(Red brown) チョコレート(Chocolate) 薄茶色(Light brown) 焦げ茶色(Dark brown)
ベージュ系
淡黄褐色(Fawn) 明るい淡黄褐色(Light fawn) こげ淡黄褐色(Dark fawn) 淡褐色(Caramel) シャンパンのような黄金色(Champagne)
グレー系
灰色(Gray) 薄い灰色(Light gray) ねずみ色(Dark gray) 銀白色(Silver) バラ色の灰色(Rose gray) 明るいバラ色の灰色(Light rose gray)
青灰色(Blue gray) 明るい青灰色(Light blue gray) 砲金灰色(Gunmetal gray) ピンクの灰色(Roan gray)
白系
青白色(Ice white) バニラホワイト(Vanilla white) クリーム色(Cream)
また、白色以外のアルパカの毛は染色しづらく、そのため色のあるアルパカは飼育を敬遠される傾向にあり、絶滅のおそれが指摘されている。
アルパカの毛の種類は「ワカイヤ（Huacaya）」と「スリ（Suri）」の2種類がある。「ワカイヤ」はふわふわでもこもこしている毛で、「スリ」はさらさら、少しドレッドヘアのようにツイストしている。市場に出回るのは殆ど「ワカイヤ」である。

### 生態
比較的近縁のリャマ（ラマ）と共通するが、威嚇・防衛のために唾液を吐きかける習性を持つ。この唾には反芻胃（はんすう い）の中にある未消化状態の摂食物も含まれており、強烈な臭いを放つ。この行動によって危害を加える可能性を持った相手を遠ざける。
常に群れをなして暮らし、現地では1年中放牧されていて、草や苔を好んで食べる。通常時は「フェ〜」「フーンフーン」などといった鳴き方をするが、危険を感じると警戒の声（アラームコール。）を発する。群れの個体は決まった場所で排泄行為を行う習性がある。

## 分類

### 原種と学名
南米にはラクダ科リャマ族の4種、すなわち、2つの家畜種アルパカとリャマ、2つの野生種ビクーニャとグアナコが棲息する。しかし、それらの間の類縁関係には諸説ある。
伝統的に、アルパカもリャマも原種はグアナコであり、ビクーニャは家畜化されたことがないと考えられていた。アルパカの学名も、リャマ属の Lama pacos だった。ITIS（統合分類学情報システム）データベースもその学名を採っている。
しかし分子系統では、Kadwell et al. (2001)などにより、アルパカは混血が激しいもののビクーニャが原種とされた。この立場では、学名もビクーニャ属の Vicugna pacos となる。しかしのちの Capo et al. (2009)などでは、アルパカの原種はやはりグアナコだという結果になった。
ただし、アルパカとリャマの間には雑種が生まれやすいにもかかわらず、中間型がいないため、絶滅した野生種から生じたという説もある。
なお、2000年代ごろからは、アルパカに限らず家畜全体の扱いとして、家畜は野生種と同種とする趨勢になってきている。その立場では、アルパカはグアナコまたはビクーニャと同種になるわけだが、その種の学名は、ジュニアシノニム（後に記載された学名）のため本来は無効となるグアナコの学名 Lama guanicoe またはビクーニャの学名 Vicugna vicugna が、ICZNの裁定（Opinion 2027）により有効名となる。ただし実際には、アルパカをグアナコと同種の Lama guanicoe とする資料は若干あるが、ビクーニャと同種の Vicugna vicugna とする資料は（この学名に関する議論以外では）ほとんどない。

### 近縁種
ラクダ科の下位分類を示す。† は「絶滅」の意。
- ラクダ科 Camelidae
  - †絶滅5亜科 ：省略。
  - ラクダ亜科 Camelinae
    - ラクダ族 Camelini
      - †絶滅5属 ：省略。
      - ラクダ属 Camelus
        - †カメルス・ギガス Camelus gigas
        - †カメルス・ヘステルヌス（エステルヌス） Camelus hesternus
        - †カメルス・シルヴァレンス（シルワレンス） Camelus sivalensis
        - †シリアラクダ Camelus moreli
        - ヒトコブラクダ Camelus dromedarius
        - フタコブラクダ Camelus ferus

    - リャマ族 Lamini
      - ビクーニャ属 Vicugna
        - ビクーニャ Vicugna vicugna
        - ? アルパカ Vicugna pacos

      - ラマ属 Lama
        - リャマ（ラマ） Lama glama
        - グアナコ Lama guanicoe
        - ? アルパカ Lama pacos

## 人間との関わり

### 文化的利用
インカ帝国では、医薬用、宗教儀式用としても使われていた。
現代では、アンデスの繁殖儀礼の儀式でアルパカの幼獣が使用されることがある。
現在は多くの場所でアルパカ牧場やペットとして飼育されている。アメリカではペットとして飼っている人も多くいる。
コロンブス交換で南米以外にも持ち込まれた。

### 経済的利用

#### 糞
インカ帝国では、高地の物資が不足しやすいと言う特性から、糞も燃料として使用し余すところ無く利用されていた。

#### 蹄
アルパカの蹄（ひづめ）は、擬音楽器として利用されることもある。

#### 毛

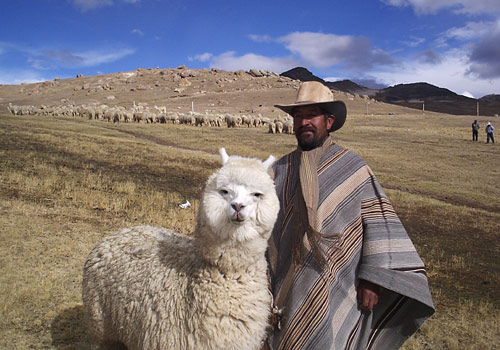
アルパカと飼育者（ポンチョをまとったボリビア人男性）

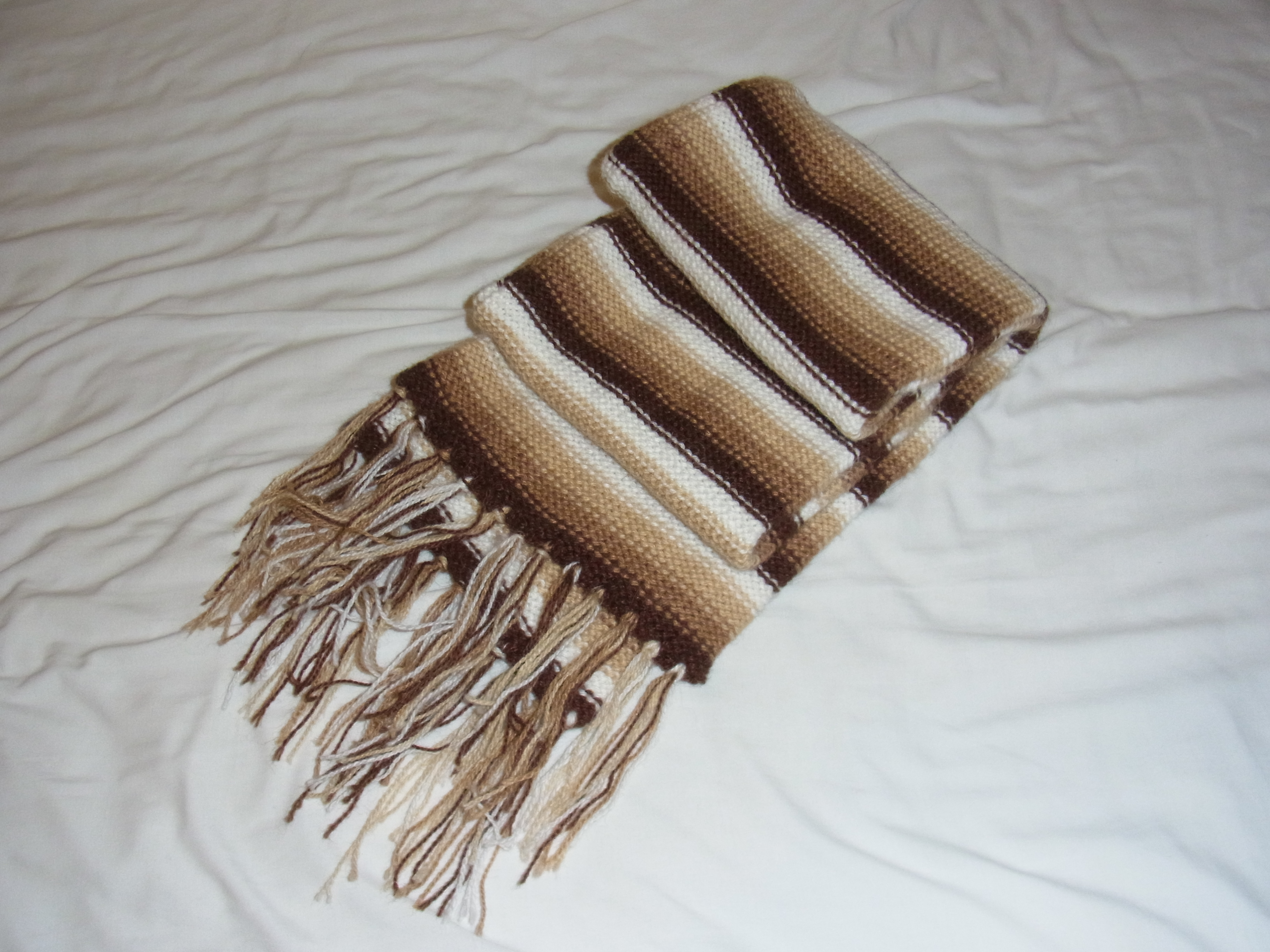
アルパカの毛で作られたニットスカーフ

アルパカの毛で作られたぬいぐるみ

同じアンデス地方で飼われている家畜であるラマ（リャマ）が主に荷役に用いられるのに対して、アルパカはもっぱら体毛を利用する（cf. 動物繊維）。その毛で、インディオ伝統のマントやポンチョ、そのほかのさまざまな衣類を作り、自分達で着たり輸出したりしている。
服飾業界において「アルパカ」の名は複数の意味で用いられる。毛について言う場合、たいていはペルー産のアルパカのものを指す。しかし、生地としてはより広く、アルパカの毛でペルーにて作られたものだけでなく、イタリアやイギリスのブリランテ（brillante. cf.）などを混ぜて作ったものも「アルパカ」と呼ばれる。
生地としての最高級品質は、生まれて初めて刈り取ったアルパカの毛で作ったもので、「ベビー・アルパカ」と称される。1回の採毛量は3 kgほどで、隔年に刈り取る。1頭のアルパカからの刈り取りは生涯で3–4回ほどに過ぎない。部位別に見ると背中の毛が価値が高く、腹、脚と地面に近くなるにつれ価値が下がっていく。
南米古来の動物で毛を用いるのは、ビクーニャおよびアルパカ、ラマおよびグアナコの4種である。ビクーニャとアルパカはいずれも毛が重要視されるが、アルパカの場合、毛の品質と量の点で優れており、ビクーニャは柔らかさ、きめ細かさ、希少さと高品質の点で珍重されている。グアナコの毛はビクーニャより若干劣るが、量はやや多い。

#### 荷役
アルパカは体毛の利用が主ではあるが、荷役に用いる場合もある。しかしラマより体形が小型で、1回に運べる荷は50 kg程度でしかない。

#### 食用
体格では劣るがラマより味が良いため、ペルーなどでは食肉としても利用される。

## 飼育

### 日本
- 日本では、1976年（昭和51年）に平川動物公園で国内初の飼育を開始し、1981年（昭和56年）にペルー政府から日本との友好親善のために贈られた個体が、東武動物公園で飼育された（本格的な飼育は事実上初となる）。
- 飼料は、草や干し草、木の葉の他、ミネラル含有のサプリメントが与えられている[4]。
- 飼育下では15–20年生きるとされる[4]。

## アルパカの文化
- 1999年（平成11年）に那須アルパカ牧場が牧場飼育を開始した[13]。
- 2008年（平成20年）、マスコットキャラクター的位置づけで株式会社クラレ（那須アルパカ牧場のはなこ）の企業CMに起用されたことをきっかけとして人気に火が付いた。
- 2009年（平成21年）には中越大震災後、長岡市に「山古志が元気になる役に立てば」とアメリカ合衆国コロラド州から三頭のアルパカが贈られた。
- ボリビア前大統領のエボ・モラレスは、大統領在任時はアルパカの毛で編んだセーターをトレードマークとしていた。
- 2011年、北海道にビバアルパカ牧場開園。
- 2012年、長野県の富士見町に八ヶ岳アルパカ牧場[14]建設。
- プロ野球日本生命セ・パ交流戦では、2012年より、大会公式マスコットとしてアルパカがモチーフのキャラクター「セカくん」・「パカくん」（通常、セットで「セカパカくん」と呼ばれる）を採用し、2015年には「セパコちゃん」を採用している。
- アミューズメントゲームキャラクター｢アルパカッソ｣（アミューズ）が人気。
- サンリオのジュエルペットのキャラクター、｢エンジェラ｣がアルパカ｡
- 「STEINS;GATE」では、主人公が「アルパカマン」というヒーロー物キャラクターに扮する。